# Kommando Spezialkräfte der Marine
Das Kommando Spezialkräfte der Marine (KSM) ist ein Spezialkräfteverband der Deutschen Marine und neben dem Kommando Spezialkräfte und der 4. fliegenden Staffel des Hubschraubergeschwaders 64 Teil der Spezialkräfte der Bundeswehr. Den Kern der maritimen Spezialkräfte bilden die Kampfschwimmer der Deutschen Marine. Das Kommando ist in Eckernförde stationiert und untersteht der Einsatzflottille 1.

## Geschichte
Aufgestellt wurde der Verband 2014 im Rahmen der Neuausrichtung der Bundeswehr. In Folge der Auflösung der Spezialisierten Einsatzkräfte Marine wurden die zuvor diesen unterstellten Kampfschwimmer in das neu geschaffene Kommando Spezialkräfte der Marine überführt; die anderen Teile wurden dem ebenfalls neu geschaffenen Seebataillon unterstellt.

## Aufgabe

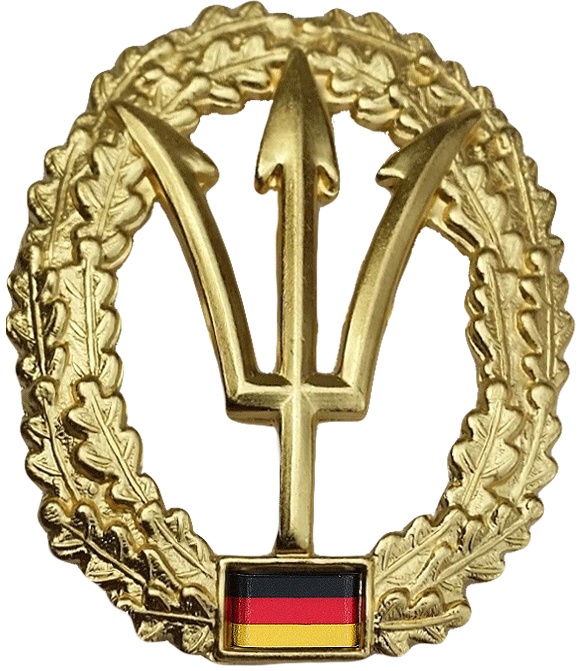
Barettabzeichen des KSM

Die Aufgaben des Kommando Spezialkräfte der Marine (KSM) sind der direkte Einsatz gegen Ziele von strategischer oder operativer Bedeutung, die Spezialaufklärung zum Gewinnen von Schlüsselinformationen sowie die militärische Ausbildung und Beratung von Fremdeinheiten in Aufnahmestaaten.
Daneben kümmert es sich um die Rettung und Befreiung deutscher Staatsangehöriger aus Geisel- und Entführungslagen im maritimen Umfeld sowie um die bewaffnete Rückführung von Personen, auch unter Anwendung unkonventioneller Mittel und Methoden.
Die Soldatinnen und Soldaten des Verbandes sind befähigt, Operationen zu Wasser, unter Wasser, aus der Luft und an Land auszuführen.

## Organisation
Das Kommando Spezialkräfte der Marine (KSM)  in Eckernförde gliedert sich in:
- Stab mit der Gruppe für Weiterentwicklung der Technik
- Kampfschwimmerkompanie
- Spezialoperationen-Bootskompanie (SBK)
- Unterstützungskompanie[6]
- Sanitätsgruppe Spezialeinsatz (SanGrp SpezEins)  mit BAT und Special Operations Medical Support Team (SOMST)[7]
- Ausbildungszentrum KSM

## Ausblick
Die Zahl der Soldaten soll von 300 auf 600 bis zum Jahr 2025 steigen. Bei den meisten soll es sich um Unterstützungskräfte handeln, welche die Kommandosoldaten logistisch unterstützen. Außerdem wird die Gruppe Ausbildung aufgelöst. An der Stelle dieser Gruppe kommt jetzt das Ausbildungszentrum Spezialkräfte der Marine. Das Programm wird KSM2023+ genannt. Seit 2023 steht dem KSM außerdem auf dem Truppenübungsplatz Klietz ein „Breachinghaus“ zur Verfügung, bei dem das Eindringen in Gebäude geübt werden kann.

## Kommandeure
| Nr. | Name                               | Beginn der Amtszeit | Ende der Amtszeit  |
| --- | ---------------------------------- | ------------------- | ------------------ |
| 1.  | Fregattenkapitän Jörg Buddenbohm   | 1. Oktober 2013     | 23. September 2016 |
| 2.  | Fregattenkapitän Henrik Riechert   | 23. September 2016  | 26. September 2019 |
| 3.  | Fregattenkapitän Sven Rump         | 26. September 2019  | 28. September 2022 |
| 4.  | Fregattenkapitän Sebastian Schuldt | 28. September 2022  | 26. März 2025      |
| 5.  | Kapitän zur See Jörg Buddenbohm    | 26. März 2025       |                    |